# Eikeldopzwam
De eikeldopzwam (Hymenoscyphus fructigenus) is een schimmel die behoort tot de familie Helotiaceae. Hij leeft saprotroof op vruchtwanden, napjes en 'vruchtstelen' van Eik (Quercus), napjes van Fagus, alsmede vruchtwanden van Corylus, Carpinus en Els (Alnus). Hij komt met name voor in de herfst, maar de soort kan ook in het voorjaar en zelfs in de zomer worden aangetroffen. Op een eikeldop zijn meestal een grote hoeveelheid vruchtlichamen te vinden.

## Kenmerken
Het vruchtlichaam is vlak tot schotelvormig en heeft een diameter van 1 tot 4 cm. Van binnen is hij witgeel tot witte okergeel en aan de buitenkant wittig geel. Hij heeft een kleine steel die langwerpig kan worden. De steel is glad of fijn donzig. De ascosporen zijn onregelmatig spoelvormig en meten 13-25 × 3-5 µm. De parafysen zijn dun-cilindrisch.

## Verspreiding
Het eikeldopzwam komt met name voor in Europa en Noord-Amerika, maar wordt sporadisch ook hierbuiten aangetroffen, zoals in Nieuw-Zeeland, Japan, Rusland, Marokko, China en Korea. In Nederland komt hij zeer algemeen voor. Hij is niet bedreigd en staat niet op de rode lijst.